# Esa pícara pelirroja
Esa pícara pelirroja es una película española dirigida por José María Elorrieta y guionizada por el propio Elorrieta junto con Miquel Iglesias Bonns, Heriberto Santaballa Valdés y Juan Antonio Verdugo en 1963. Está protagonizada por Ethel Rojo, Ismael Merlo, Antonio Garisa y Manolo Gómez Bur. Se trata de una comedia ambientada en el mundo del cine musical en el que hay varios números musicales.

## Sipnosis
El acaudalado industrial barcelonés Don Pablo Correll (Ismael Merlo) es el director de una exitosa fábrica de lavadoras en la ciudad condal. Ante la llegada de dos ingenieros suizos a Madrid que pueden ser futuros socios, envía a su secretario Fernández (Manolo Gómez Bur) a recibirlos encargándole que le envíen una gran cesta de flores a la esposa de uno de ellos. El repartidor de la floristería (José María Tasso) entrega por equivocación la cesta a una actriz, Delia Montes (Ethel Rojo), que está rodando la comedia musical Esa pícara pelirroja. Aunque el error es corregido en muy poco tiempo, esos minutos son suficientes para que el productor de la película (Antonio Garisa) con graves problemas económicos para realizar el rodaje, implique al catalán en la producción cinematográfica y para que la falsa noticia trascienda a los medios de comunicación.

## Reparto
| Actor/Actriz        | Personaje                       |
| ------------------- | ------------------------------- |
| Ethel Rojo          | Delia Montes                    |
| Ismael Merlo        | Pablo Corell                    |
| Antonio Garisa      | Félix Santana                   |
| Manolo Gómez Bur    | Fernández                       |
| Gracita Morales     | Pepita                          |
| Beni Deus           | Don Anselmo                     |
| Ignacio de Paúl     | Abogado                         |
| Torrebruno          | Tomy                            |
| Mario Martiradonna  | Fiorino                         |
| Irán Eory           | Cantante de 'Las hojas muertas' |
| Aníbal Vela         |                                 |
| Rosario Royo        |                                 |
| José María Tasso    | Repartidor de la floristería    |
| Rafael Corés        |                                 |
| Teófilo Palou       |                                 |
| José Morales        | Periodista José Garzón          |
| Antonio Molino Rojo | Fabricante suizo de lavadoras   |

## Números musicales
- Playa de amor (de Gregorio García Segura)
- Los náufragos (de Heriberto S. Valdés y Torrebruno)
- Mi silla vaquera (de S. Witheup, Cowell y Tito Gulzar)
- Las hojas muertas (de Jacques Prevert y Joseph Kosma)
- Eso... eso... (de Homero Expósito)
- Tuya (de Malgoni, Pallesi y Contursi)
- Dos sombras (de Charles Wolcott y Ray Gilbert)
- La pelirroja (de Gregorio García Segura)
- El choclo (de Ángel Villoldo)
- Buenas noches, amor (de Gabriel Ruiz Galindo)
- Piti-Piti (de J. Ergus y S. Lawrence)
- Silbando Mambo (de Pérez Prado)